# Ономити
Оно́мити (яп. 尾道市 Ономити-си) — город в Японии, находящийся в префектуре Хиросима. Площадь города составляет 284,85 км², население — 139 333 человека (1 июля 2014), плотность населения — 489,15 чел./км².

## Краткие сведения
Город расположен на острове Хонсю в префектуре Хиросима региона Тюгоку. С ним граничат города Фукуяма, Михара, Футю, Имабари и посёлки Сера, Камидзима.
Вдоль береговой линии Ономити проходят главная линия Саньё японских железных дорог и государственная автодорога № 2. Автострада Саньё и главная городская магистраль расположены в северной горной части. Автострада Западное Сэто, так называемый «Островной путь», соединяет центр города с рядом малых островов во Внутреннем Японском море и городом Имабари на острове Сикоку. Эта дорога также имеет выход к северной государственной автодороге № 184, ведущей к городу Мацуэ. С 1988 года в городе открыта станция скоростных железных дорог синкансэн. С островами Омисима и Сикоку действует отдельное паромное сообщение.
Основой экономики Ономити является торговля и судостроение. В портовой зоне города расположены представительства предприятий оптовой торговли региона Тюгоку. Вспомогательной отраслью является сельское хозяйство, в частности выращивание мандаринов. После сооружения двух больших мостов в 1968 и 1999 годах возросла роль туризма. С 2001 года в городе работает университет Ономити.

## Символика
Деревом города считается сакура, цветком — цветок сакуры.

## История
Ономити образовано 1 апреля 1898 года путём предоставления городского статуса одноименной деревне. Поселение было основано в 1168 году как рыбацко-купеческая деревня на территории поместья Ота провинции Бинго. Оно развилось в торговый порт, специализирующийся на пересылке товаров. В течение XV века Ономити был единственным портом в акватории Внутреннего Японского моря, куда разрешалось заходить кораблям, совершавшим официальную торговлю с китайской династией Мин. В XVII веке деревня стала важным японским транспортным пунктом на морском пути из южного Хоккайдо в Осаку. Однако после реставрации Мэйдзи 1868 года, японское правительство наложило ограничения в отношении приёма больших судов в мелких и узких гаванях вроде гавани Ономити, и поселение превратилось в порт регионального значения.
В 1937 года Ономити поглотил поселения Курихара и Ёсива, в 1939 года — село Самба, а в 1954 году — села Миного, Киносё и Харада. В 1955 году город поглотил соседние сёла Такасу, Ниси и Момосима, в 1957 году — село Урасаки, а в 1970 году — Мукаи-Хигаси. В 2005 года Ономити объединилось с 2 сёлами: Мицуги и Мукаисима, а в 2006 году присоединило к себе город Инносима и село Сетода.

## Культура
Ономити не пострадало от Второй мировой войны, поэтому смогло сохранить немало культурных памятников. За это его часто называют «маленьким Киото». В городе расположены дома писателей Сиги Наои и Хаяси Фумико, «литературная тропа», посвящённая японским мастерам слова, которые посещали город, а также Дом литературы Ономити.
Главным украшением города является горный буддистский монастырь Дзёдодзи, основанный в 806 году. Его главный храм и пагода занесены в список национальных сокровищ страны. Другой крупный монастырь, Сайкодзи, является главным центром течения Дайго секты Сингон. С вершин монастыря Сэнкодзи, к которому ведёт канатная дорога, открывается красивый вид на море, а сама территория монастыря превращена в горный парк. Весной в нём любуются сакурами, а осенью — проводят праздник хризантемных кукол.
В Ономити также работают Городской музей искусств, Префектурный парк физкультуры и Кинематографический музей Ономити.

## Население
Население города составляет 139 333 человека (1 июля 2014), а плотность — 489,15 чел./км². Изменение численности населения с 1980 по 2005 годы:
| 1980 | 180 901 чел. |  |
| 1985 | 177 532 чел. |  |
| 1990 | 166 930 чел. |  |
| 1995 | 159 890 чел. |  |
| 2000 | 155 200 чел. |  |
| 2005 | 150 225 чел. |  |

## Ономити в культуре и искусстве
- Kamichu! (2005 год) — местом действия аниме и манги является город Ономити. На Japan Media Arts Festival в 2005 году аниме завоевало высшую награду за лучшую анимацию.[9] Согласно опросу, проведенному в 2007 году Агентством по делам культуры, занимает 23-е место среди лучших аниме всех времен.[10]
- Токийская повесть
- Голый остров
- Мальчик
- Ямато
- Hikaru no Go
- Sora to Umi no Aida
- Yakuza 6: The Song of Life – Ономити выступает в качестве одного из мест действия игры. Присутствуют канатная дорога и монастырь Сэнкодзи.